# 백원역 (상주)
백원역(Baegwon station, 白元驛)은 경상북도 상주시 사벌국면 원흥리에 있는 경북선의 철도역이다. 
1924년 12월 25일 연선의 광산물 수송을 위하여 영업을 개시 하였다. 과거에는 역 부근에 흥진광업소가 있어서 광산에서 생산한 무연탄 등을 취급하였기 때문에 경북선에 있는 역 중에서 수입이 괜찮은 역이었으나, 2005년 흥진광업소가 폐광된 후 여객, 화물이 급감하였고, 2008년 12월 1일 시간표 개정으로 모든 여객열차가 정차하지 않고 통과한다.

## 연혁
- 1924년 12월 25일 : 정류장으로 영업 개시[1]
- 1940년 3월 1일 : 국철로 귀속
- 1983년 2월 1일 : 수소화물 취급 중지[2]
- 1993년 10월 25일 : 현재의 역사 준공
- 2000년 12월 21일 : 양정역 관리역으로 지정
- 2005년 9월 30일 : 흥진광업소 폐광으로 석탄 수송 중단
- 2007년 11월 1일 : 화물 취급 중지[3]
- 2008년 1월 12일 : 무배치간이역으로 격하
- 2008년 12월 1일 : 일반열차 통과